# Гусев, Виктор Дмитриевич
Виктор Дмитриевич Гусев (1922—2001) — российский физик, доктор физико-математических наук (1976).

## Биография
Из семьи служащих.
Осенью 1941 года работал на строительстве оборонительных укреплений на подступах к Москве. От службы в Армии освобождён по здоровью.
Окончил физический факультет МГУ (1944) и его аспирантуру (1947). В 1948 г. защитил кандидатскую диссертацию.
С 1944 г. на научной и педагогической работе в МГУ: аспирант, ассистент, старший преподаватель, доцент, профессор.
Преподавал на кафедрах:
- физики (до 1952),
- распространения электромагнитных волн (1952—1965, зав. кафедрой),
- волновых процессов и общей физики и волновых процессов (1965—1987, читал новые курсы лекций: «Распространение радиоволн в статистически неоднородных средах» и «Диагностика неоднородностей ионосферы»),
- с 1988 года на кафедре физики атмосферы (читал новые курсы лекций «Статистические методы в геофизике», «Физические основы дистанционного зондирования поверхности Земли»).

Доктор физико-математических наук (1976, тема диссертации «Влияние неоднородностей ионосферы на распространение радиоволн»).
Некоторые публикации:
- Ионосфера, Volumes 1-2.Наука, 1959 — Л В Гришкевич В Д Гусев Ю В Кушнеревский С Ф Миркотан Е Г Прошкин.
- Модельное определение объемных характеристик неоднородностей ионосферы / В. Д. Гусев, Н. П. Овчинникова // Геомагн. и аэрономия (Москва). — 1980. — Т. 20. № 4. — С. 626—631.
- Дисперсия флуктуации фазы радиосигнала при нор- мальном зондировании ионосферы / В. Д. Гусев, Т. С. Раджабов // Гео- магнетизм и аэрономия. — 1983. — Т. 23, № 5. — С. 856—857
- Объемная структура неоднородностей ионосферы. Ионосферные исследования / В. Д. Гусев // Советское радио. — М., 1980. -№ 30.-С. 53-56.

Умер 23 февраля 2001 года после продолжительной тяжелой болезни. Похоронен на Введенском кладбище.